# Токелау (Нукунону)
Токелау је ненасељено острвце у саставу атола Нукунону у оквиру острвске територије Токелау у јужном делу Тихог океана. Налази се у североисточном делу атола, недалеко од острва Авакаукиликили. Прекривено је тропским растињем.